# Limeum subnudum
Limeum subnudum är en tvåhjärtbladig växtart som beskrevs av Hans Christian Friedrich. Limeum subnudum ingår i släktet Limeum och familjen Limeaceae. Inga underarter finns listade i Catalogue of Life.